# Fuoco e sangue. Breve episodio di una grande battaglia
Fuoco e sangue. Breve episodio di una grande battaglia è un romanzo che narra le vicende vissute dall'autore, il filosofo tedesco Ernst Jünger, durante il periodo in cui era arruolato nell'esercito tedesco che combatteva sul fronte occidentale della prima guerra mondiale. In particolare il libro si concentra nel breve periodo temporale che precedette il grande attacco tedesco della primavera del 1918, passato alla storia come Kaiserschlacht, e le sue fasi iniziali.

## Trama
Questo romanzo autobiografico è incentrato cronologicamente tra i pochi giorni precedenti e successivi alla grande offensiva tedesca sferrata il 21 marzo del 1918, e geograficamente nella regione di Arras, dove sarebbe stato utilizzato il reparto di cui faceva parte lo stesso Jünger. Nelle prime pagine viene descritto come, dopo la lunga ed estenuante guerra di trincea, la prospettiva della battaglia in campo aperto riuscisse ad esaltare e impaurire allo stesso tempo soldati e ufficiali, che Jünger descrive come consapevoli di giocarsi il tutto per tutto in un inaudito dispiegamento di truppe e mezzi. L'autore infatti descrive e celebra questo enorme dispiegamento di artiglierie, munizioni, armi e uomini, come la rappresentazione di uno scontro tra imperi, che mettono in campo ogni loro risorsa e tutta la loro tecnica, quest'ultima vista come il fattore decisivo che il guerriero tedesco deve saper utilizzare al meglio per il bene della nazione, vista come un'entità al di sopra della vita dei combattenti.
Nonostante l'autore capisca bene che l'entusiasmo del 1914 fosse ormai perduto, annotò anche che in prossimità della battaglia crebbe in lui la consapevolezza della superiorità dell'uomo sul «materiale» e della sua sorprendente capacità di resistenza. Così, alla vigilia della battaglia, egli poté assaporare, in perfetta solitudine seduto in mezzo ad un bosco, l'incantevole ed imminente risveglio primaverile, un apice di vitalità che avrebbe accompagnato un ultimo brindisi con i camerati, prima della grande e decisiva battaglia. Nelle pagine successive Jünger rielabora i primi giorni di battaglia e li descrive in prima persona; con una prosa cruda e tagliente ripercorre momenti di enorme tragicità in modo nitido, descrivendo sofferenze e paure in modo drammatico e asciutto, e concludendo il racconto narrando i momenti in cui si rende conto di essere stato ferito e la successiva evacuazione dalla prima linea.

## Reazioni al romanzo
Pubblicato per la prima volta nel 1925 da una casa editrice con chiare tendenze militariste e nazionaliste, la "Stahlhelm" di Magdeburgo, Fuoco e Sangue del giovane Jünger venne presentato dallo stesso editore come «il migliore che dobbiamo finora alla sua penna brillante», e fu subito oggetto all'attenzione della critica nonostante la contemporanea salita alla ribalta del romanzo antimilitarista Il fuoco del francese Henri Barbusse. Nel romanzo Jünger celebra il guerriero e si rifà alla meccanizzazione delle armi e alla loro funzione distruttiva, verso cui il guerriero non deve sacrificarsi ed estraniarsi, bensì deve saper utilizzare per poter realizzare la propria volontà di vittoria. Jünger vede nella tecnica un ideale mezzo di dominio, della quale il popolo tedesco deve imparare a gestire e «disporre in libertà», in modo tale da poter «guidare il proprio destino» senza subirlo.
Il quotidiano berlinese Berliner Börseneitung salutò il libro come il migliore e il più riuscito dell'opera finora pubblicata dall'autore. Ma le reazioni della critica furono discordi; la destra tedesca offrì un consenso quasi completo all'opera di Jünger, mentre il borghese Welt am Mondag vi individuò un velenoso e controproducente revanscismo, che avrebbe potuto compromettere l'opera di riappacificazione iniziata da Gustav Stresemann, e culminata nel 1925 con la firma del patto di Locarno. Lo stesso ministro degli Esteri della Repubblica di Weimar, che aveva rinunciato ad una rivisitazione dei confini con la Francia proprio per far accettare la Germania all'interno della Società delle Nazioni, vide in Fuoco e sangue un "caso" da sottoporre all'attenzione del procuratore di Stato: «Così lo spirito del 1914 viene rilanciato! [...] Questo libro non nuoce forse alla reputazione tedesca? Non si tratta di alto tradimento? Signor Procuratore, cosa aspetta a proibirlo?».
Contrariamente il Technische Nothilfe raccomandò ai propri lettori di imitare l'eroismo di Jünger, così come il Militär-Wochenblatt dell'editore Mittler (che pubblicò le opere di Jünger fino al 1925), che elogiò Fuoco e sangue «come contributo alla preparazione [...] della generazione più giovane».

## Edizioni
- Ernst Jünger, Fuoco e sangue. Breve episodio di una grande battaglia, traduzione di Alessandra Iadicicco, Milano, Guanda, 2016  [1925], ISBN 978-88-235-0845-3.